# تيكساس هولديم
تيكساس هولديم هي إحدى أنواع البوكر، وتعد أكثر لعبة شيوعا في البوكر في جميع الكازينوهات وصالات لعب البوكر في الولايات المتحدة وأوروبا، تتكون لعبة التكساس هولديم من الموزع (الديلر) وهو الذي يقوم بتوزيع الاوراق على اللاعبين، تتكون من تسع لاعبين كحد أقصى يبدا الموزع أو الديلر بتوزيع الاوراق بمقدار ورقتين لكل شخص.

## أهم المصطلحات
لكي تستطيع الاستمتاع بهذه اللعبة المثيرة عليك أن تجيد طريقة اللعبة بالإضافة إلى معرفة مصطلحاتها.
تشمل هذه المصطلحات الأساسية ما يلي:
1. الرهان الكامل: حينما يكون اللاعب واثقا من الفوز يصيح بكلمة الكامل وهذا يعني انه يخاطر بكل المال.
2. المجاوبة: ويعني مضاعفة الرهان بما وضعه اللاعب الآخر.
3. الزيادة: وتعني زيادة الرهان. وهذا المصطلح يستخدمه اللاعب عندما يري ان الورقتين التي وزعت عليه قويتين.
4. الانسحاب: والكلمة الإنجليزية Fold وتعني الانسحاب حينما تكون الخسارة واضحة.
5. التحقق: وتعني تاجيل الرهان حتي التحقق من ايادي اللاعبين الاخرين.

## آلية اللعب
بالإمكان لعب تكساس هولدم بين لاعبين اثنين على الأقل (متواجهين) وصولاً إلى طاولة ممتلئة (لعبة بدائرة كاملة) بعشرة لاعبين. يجلس جميع اللاعبين حول الطاولة، ويُعتبر الشخص الذي يكون آخر من يتم توزيع الورق له زر الموزع. في نهاية الجولة، يصبح اللاعب التالي باتجاه عقارب الساعة زر الموزع. يوجد أربع خيارات في لعبة التيكساس هولديم وهم: المجاوبة (بالإنجليزية: Call)‏، الزيادة (بالإنجليزية: Raise)‏، الانسحاب (بالإنجليزية: Fold)‏، والتشيك (بالإنجليزية: Check)‏.
يبدأ اللعب أولا باظهار ثلاث كروت وتسمى الفلوب (بالإنجليزية: Flop)‏ لتبدأ المراهنات عليها ثم ننتقل إلى مرحلة التيرن (بالإنجليزية: Turn)‏ الذي يكشف فيها كرت واحد، وأخيراً ننتقل إلى آخر مرحلة وهي مرحلة الريفر أو (بالإنجليزية: River)‏.

ملاحظة كل مرحلة (Street) هي عبارة عن مرحلة جديدة من المراهنات ويتاح لك استخدم إحدى الخيارات الأربع فوق.

## تحديد الفائز
يحدد الفائز بآخر مرحلة وهي مرحلة الـ River حيث يقوم اللاعبين بكشف أوراقهم الاثنتين التي حصلوا عليها من الموزع، ويحدد من خلالها من الفائز حسب ترتيبات معينة.

## ترتيبات الفوز في التيكساس هولديم
أقوى كرت في التيكساس هولديم هو:
1. السلسلة الملوكية (بالإنجليزية: Royal Flush)‏ وهي أن تستطيع الحصول على (عشرة، ولد، بنت، شيخ، قص) من نفس النوع.
2. السلسلة المنتظمة (بالإنجليزية: Straight Flush)‏ وهي أن تستطيع الحصول على أي خمس كروت من نفس النوع ولكن بشكل منتظم.
3. الأربع المتشابه (بالإنجليزية: Four of kind)‏ وهي أن تستطيع الحصول على أربع أرقام متشابهة مثلاً أن تستطيع الحصول على 4 قصوص.
4. البيت الكامل (بالإنجليزية: Full House)‏ وهي أن تستطيع الحصول مثلاً على كرتين متشابهين وثلاث كروت متشابهة.
5. اللون (بالإنجليزية: Flush)‏ وهي أن تستطيع الحصول على خمس كروت من نفس النوع ليس بالضروري أن تكون منتظمة.
6. السلسلة الغير منتظمة (بالإنجليزية: Straight)‏ أن تستطيع الحصول على خمس كروت منتظمة وليس بالضروري من نفس النوع.
7. الثلاث المتشابه (بالإنجليزية: three of kind)‏ أن تستطيع الحصول على ثلاث كروت متشابه مثلاً ثلاث قصوص.
8. الورقتين المتشابهتين (بالإنجليزية: Two pairs)‏ أن تستطيع الحصول على ورقتين متشابهتين مثلاً خمستين وعشرتين.
9. الورقة المتشابهة (بالإنجليزية: one pair)‏ أن تستطيع الحصول على خمستين مثلاً.
10. الكرت الأعلى (بالإنجليزية: High card)‏ نستخدم هذا النوع عندما لا يمكن الحصول على أي شيء من الاحتمالات التسعة فوق.

## روابط خارجية
- قواعد البوكر 2024

- تيكساس هولديم بوكر ترجمة سمير ع. 2018